# Lampetis bouyeri
Lampetis bouyeri es una especie de escarabajo del género Lampetis, familia Buprestidae. Fue descrita científicamente por Leonard en 2009.